# Stenarella lissonota
Stenarella lissonota är en stekelart som först beskrevs av Cameron 1906.  Stenarella lissonota ingår i släktet Stenarella och familjen brokparasitsteklar. Inga underarter finns listade i Catalogue of Life.